# Ruth Simsa
Ruth Simsa (* 18. Mai 1962 in Wien) ist eine österreichische Sozialwissenschaftlerin im Fachgebiet der Soziologie und Ökonomie. Mehrere ihrer Publikationen sind Primärliteratur bei verschiedenen Wirtschaftsstudien. Sie ist außerordentliche Universitätsprofessorin an der Wirtschaftsuniversität Wien.

## Ausbildung und Tätigkeit

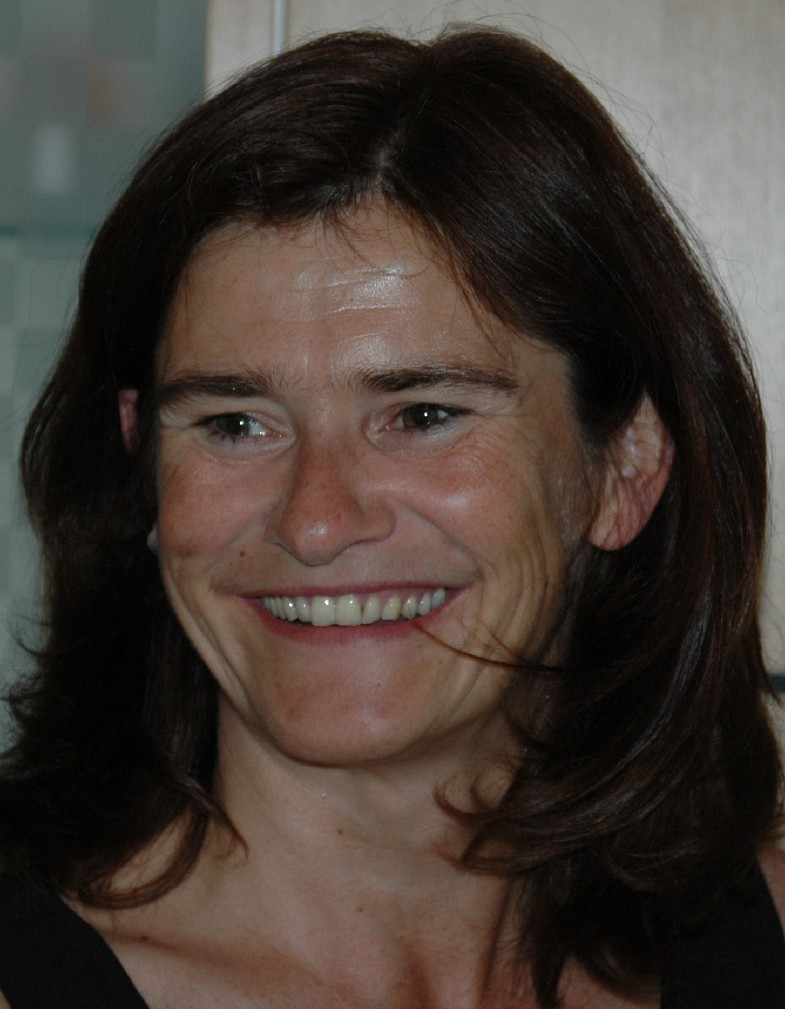
Ruth Simsa, 2006

Ruth Simsa studierte von 1980 bis 1985 Volkswirtschaft an der WU Wien, wobei sie auch Auslandsstudien in England an der University of Guilford, an der Universidad Internacional Menendez Pelayo, Santander in Spanien sowie an dem Colegio de Espana, Salamanca, ebenfalls Spanien teilnahm. Sie hatte ihre Habilitation im Jahre 2000 zur Dozentin für Soziologie. Ihr offizieller Titel ist a.o. Univ.prof. Mag. Dr. rer. soc. oec. An der WU Wien ist sie vor allem in der Non-Profit-Organisationen-Forschung tätig. Sie leitet das Institut für interdisziplinäre Nonprofit-Forschung der WU Wien. Von 2004 bis 2010 war sie von der WU freigestellt.
Sie arbeitet momentan als selbstständige Management- und Organisationsberaterin. Neben systemischer Organisationsberatung bietet sie auch Führungskräftetrainings, Coachings, Vorträge und die Moderation von Großveranstaltungen an. Ihre Beratungstätigkeiten betreffen sehr verschiedene Organisationen, z. B. das AMS, das Rote Kreuz, aber auch die Bank Austria oder die Raiffeisen Bank.

## Sonstiges
Ruth Simsa ist Mutter von zwei Kindern und wohnt momentan in Kierling, Klosterneuburg. Im Jahr 2000 erhielt sie den Senator Wilhelm-Wilfing Preis für wissenschaftliche Leistungen. Sie ist die Schwester von Marko Simsa.

## Ausgewählte Publikationen
- 1996 – Wem gehört die Zeit? Hierarchie und Zeit in Gesellschaft und Organisationen.
- 2001 – Gesellschaftliche Funktionen und Einflußformen von Nonprofit-Organisationen. Eine systemtheoretische Analyse.
- 2001 – Management der Zivilgesellschaft. Gesellschaftliche Herausforderungen und organisationale Antworten. (Hg.)
- 2006 – Soziologie für Wirtschaftswissenschaften. (mit Mikl-Horke, G./Schülein, J.A.)
- 2008 – Leadership in Nonprofit-Organisationen. Die Kunst der Führung ohne Profitdenken.(mit Michael Patak)